# وليام فلويد
وليام فلويد (بالإنجليزية: William Floyd)‏ (و. 1734 – 1821 م) هو سياسي من المملكة المتحدة. كان عضوًا في الحزب الجمهوري الديمقراطي.
توفي عن عمر يناهز 87 عاماً.

## مناصب
تولى منصب عضو مجلس النواب الأمريكي، وعضو مجلس ولاية نيويورك.